# Medical Subject Headings

Medical Subject Headings (MeSH) este un enorm vocabular controlat de specialitate ce indexează articole din reviste și cărți din domeniul științelor vieții; poate servi de asemenea și ca o resursă care să ușureze căutarea. Creat și actualizat de către Biblioteca Națională de Medicină din Statele Unite (NLM).
Versiunea din 2009 a MeSH conține un total de 25186 capete de articole, cunoscute și sub numele de descriptori.

## Legături externe
Materiale media legate de Medical Subject Headings la Wikimedia Commons
- MeSH Browser